# Le calde notti di Poppea
Le calde notti di Poppea è un film del 1969, diretto da Guido Malatesta.